# Саико Такахаши
Саико Такахаши (јап. 高橋 彩子; 11. април 1976) бивша је јапанска фудбалерка.

## Репрезентација
За репрезентацију Јапана дебитовала је 2005. године. За тај тим одиграла је 2 утакмице.

## Статистика
| Јапан  | Јапан | Јапан |
| Год.   | Ута.  | Гол.  |
| ------ | ----- | ----- |
| 2005   | 2     | 0     |
| Укупно | 2     | 0     |